# Ogród Zoologiczny w Lizbonie
Jardim Zoológico de Lisboa – ogród zoologiczny mieszczący się w Lizbonie. Atrakcją są pokazy delfinów, pokaz karmienia lwów morskich, a także karmienie pelikanów. 